# Acheron longus
Acheron longus là một loài côn trùng trong phân họ Ascalaphidae thuộc bộ Neuroptera. Loài này được Walker miêu tả năm 1853.